# Orlando B. Ficklin
Orlando Bell Ficklin (* 16. Dezember 1808 im Scott County, Kentucky; † 5. Mai 1886 in Charleston, Illinois) war ein US-amerikanischer Politiker. Zwischen 1843 und 1849 sowie nochmals von 1851 bis 1853 vertrat er den Bundesstaat Illinois im US-Repräsentantenhaus.

## Werdegang
Orlando Ficklin besuchte die öffentlichen Schulen seiner Heimat. Nach einem anschließenden Jurastudium an der Transylvania Law School in Lexington und seiner 1830 erfolgten Zulassung als Rechtsanwalt begann er in Mount Carmel (Illinois) in diesem Beruf zu arbeiten. Im Jahr 1832 nahm er am Black-Hawk-Krieg teil. Danach wurde er Oberst in der Miliz im Wabash County. In diesem Bezirk war er im Jahr 1835 auch Staatsanwalt. Gleichzeitig schlug er als Mitglied der Demokratischen Partei eine politische Laufbahn ein. In den Jahren 1835, 1838 und 1842 war er Abgeordneter im Repräsentantenhaus von Illinois.
Bei den Kongresswahlen des Jahres 1842 wurde Ficklin im dritten Wahlbezirk von Illinois in das US-Repräsentantenhaus in Washington, D.C. gewählt, wo er am 4. März 1843 die Nachfolge von John T. Stuart antrat. Nach zwei Wiederwahlen konnte er bis zum 3. März 1849 drei Legislaturperioden im Kongress absolvieren. Diese waren von den Ereignissen des Mexikanisch-Amerikanischen Krieges geprägt. Von 1845 bis 1847 war er Vorsitzender des Ausschusses für öffentliche Liegenschaften. Bei den Wahlen des Jahres 1850 wurde er erneut in den Kongress gewählt, wo er am 4. März 1851 Timothy R. Young wieder ablöste, der zwei Jahre zuvor sein Nachfolger geworden war. Bis zum 3. März 1853 absolvierte er eine weitere Amtszeit, die von den Ereignissen im Vorfeld des Bürgerkriegs bestimmt war. In dieser Zeit war Ficklin Vorsitzender des Ausschusses zur Verwaltung des Bundesbezirks District of Columbia.
Nach dem Ende seiner Zeit im US-Repräsentantenhaus praktizierte Orlando Ficklin wieder als Anwalt. In den Jahren 1856, 1860 und 1864 nahm er als Delegierter an den jeweiligen Democratic National Conventions teil, wobei er im Jahr 1860 den Parteitag in Charleston besuchte und nicht den zweiten in Baltimore. In den Jahren 1869 und 1870 war er Delegierter auf einer Versammlung zur Überarbeitung der Verfassung von Illinois; 1878 saß er noch einmal als Abgeordneter im Staatsparlament. Er starb am 5. Mai 1886 in Charleston.